# Vasil Mohorita
Vasil Mohorita (* 19. září 1952 Praha) je bývalý český a československý podnikatel, politik Komunistické strany Československa. Po nástupu Michaila Gorbačova a zahájení perestrojky v Sovětském svazu se stal předsedou Ústředního výboru Socialistického svazu mládeže a poslancem České národní rady. Po sametové revoluci byl místopředsedou KSČ a poslancem Sněmovny lidu Federálního shromáždění. Později byl členem Demokratické strany práce a předsedou Strany demokratického socialismu.
Po ukončení podnikatelských aktivit pracoval do odchodu do důchodu jako uklízeč na různých místech v Londýně a později v Praze.

## Život
V letech 1971–1972 absolvoval jednoroční kurz na Vysoké komsomolské škole v Moskvě. V letech 1982–1986 působil jako tajemník českého Ústředního výboru Socialistického svazu mládeže, byl i předsedou českého vysokoškolského ústředí SSM a místopředsedou Československého ústředí vysokoškoláků SSM, roku 1986 se stal předsedou českého ÚV SSM a místopředsedou celostátního ÚV SSM. V roce 1987 předsedou celostátního ÚV SSM.
XVII. sjezd KSČ ho zvolil za kandidáta Ústředního výboru KSČ, do funkce člena ÚV KSČ byl převeden k 9. dubnu 1988. Tehdy byl nejmladším členem vedení KSČ. Od dubna 1988 do roku 1988 zastával i funkci člena Sekretariátu ÚV KSČ, v listopadu 1989 byl členem Předsednictva ÚV KSČ a tajemníkem ÚV KSČ. Ve volbách roku 1986 byl zvolen do České národní rady, kde zasedal v jejím předsednictvu.
Jeho politická kariéra vyvrcholila v době krátce po sametové revoluci. Během sametové revoluce vedl společně s dalším představitelem mladší generace komunistických funkcionářů Ondrejem Šalingem vyjednávání s předáky Občanského fóra a Václavem Havlem. Mimořádný sjezd KSČ konaný v prosinci 1989 ho zvolil na post místopředsedy strany. Profesně je k roku 1990 uváděn jako 1. tajemník ÚV KSČ, bytem Praha.
V lednu 1990 zasedl v rámci procesu kooptací do Federálního shromáždění po sametové revoluci do Sněmovny lidu (volební obvod č. 10 – Praha 7, Praha 8) jako poslanec za KSČ reprezentující novou garnituru nezatíženou výraznější normalizační politickou aktivitou.
Mandát obhájil v prvních svobodných demokratických volbách v červnu roku 1990. V průběhu volebního období ztrácel politický vliv, zejména poté, co do čela strany nastoupil Jiří Svoboda. Odešel potom z poslaneckého klubu komunistů a byl nezařazeným poslancem. V rámci KSČM vytvořil na jaře 1991 frakci Demokratická levice KSČM, která požadovala změnu názvu strany. Členové této frakce (kromě Mohority například i pozdější politik ČSSD Michal Kraus) ještě krátce před skončením referenda,
ve kterém většina hlasujících podpořila zachování názvu „komunistická strana“, KSČM opustili, spojili se s některými bývalými členy Československé strany socialistické a utvořili formaci nazvanou Demokratická strana práce. Ve Federálním shromáždění setrval Mohorita do konce funkčního období, tedy do voleb roku 1992.
V letech 1997–1998 byl předsedou Strany demokratického socialismu, nekomunistické levicové formace, která ale nezískala výraznější vliv. Vedl stranu do parlamentních voleb roku 1996. Strana v nich neuspěla. Mohorita na jaře 1998 zpochybnil smysl další samostatné existence strany. Poté, co tento návrh nebyl přijat, rezignoval na svou funkci a ze strany odešel.
V 90. letech se věnoval podnikání. Orientoval se na spolupráci s firmami z Ruska a Ukrajiny. Zpočátku měl úspěchy, ale pak jeho podnikání skončilo.
Po více než dvacetiletém manželství se rozvedl se ženou, s níž vychoval dvě děti. Podle zprávy z roku 2009 pobýval v Londýně a živil se umýváním nádobí v restauracích. Podle vyjádření jeho spolupracovníků tvrdil, že pracoval ve Velké Británii již od roku 2002. Poté začal pracovat jako uklízeč v centru Prahy.